# Dayah Bluek
Dayah Bluek is een bestuurslaag in het regentschap Aceh Utara van de provincie Atjeh, Indonesië. Dayah Bluek telt 199 inwoners (volkstelling 2010).